# Gerolfingen
Gerolfingen est une commune allemande de Bavière, située dans l'arrondissement d'Ansbach et le district de Moyenne-Franconie.

## Géographie

Situation de Gerolfingen (en rouge) dans l'arrondissement d'Ansbach, en violet, la communauté administrative

Gerolfingen est située sur la Wörnitz, au sud du Hesselberg, à 14 km à l'est de Dinkelsbühl et à 28,5 km au sud d'Ansbach, le chef-lieu de l'arrondissement.
La commune, partagée en quatre quartiers, fait partie de la communauté administrative du Hesselberg dont le siège se trouve à Ehingen.

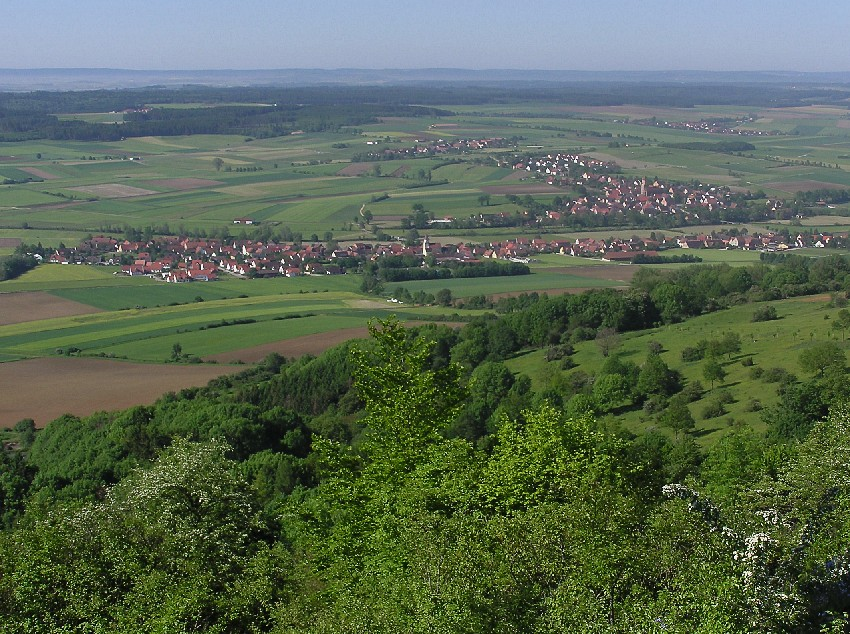
Vue générale de Gerolfingen et Aufkirchen depuis le Hesselberg

## Histoire
La première mention écrite du village de Gerolfingen date de 1228. Le village d'Aufkirchen apparaît, lui, dès 1188.
Gerolfingen a appartenu à l'arrondissement de Dinkelsbühl jusqu'à sa disparition en 1945.
Les communes d'Aufkirchen et Irsingen ont été incorporées à la commune de Gerolfingen en 1972.

## Démographie
| 1910   | 1933   | 1939   | 1950  | 1961  | 1970  | 1979 | 2003  | 2009 |
| ------ | ------ | ------ | ----- | ----- | ----- | ---- | ----- | ---- |
| 1 066, | 1 009, | 1 004, | 1 649 | 1 135 | 1 053 | 957  | 1 051 | 995  |

## Monuments

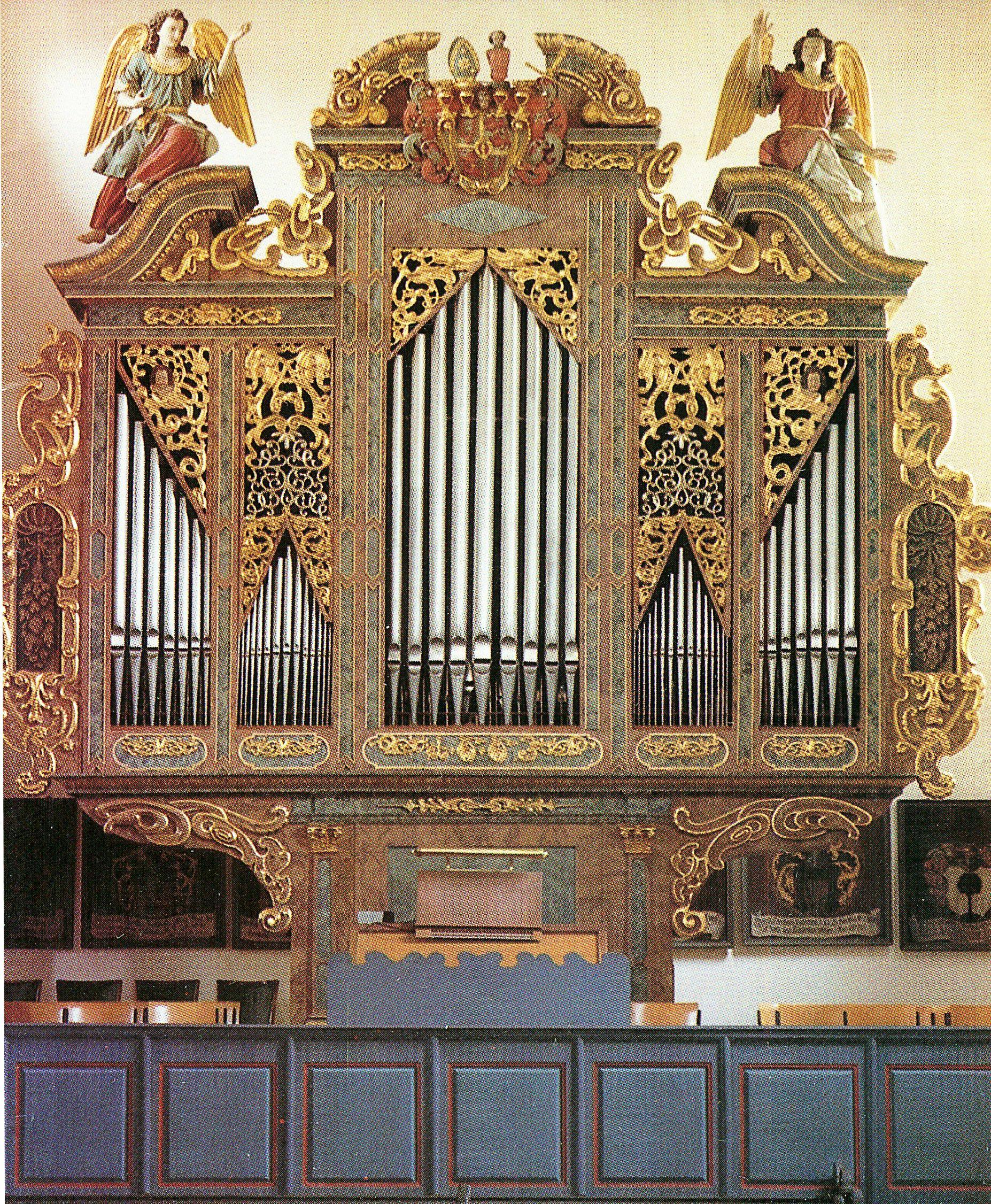
Les orgues baroques de l'église d'Aufkirchen

- Aufkirchen, église St Jean datant de 1514, qui possède un décor intérieur (autel et orgues) de style baroque
- Römerpark Ruffenhofen, parc archéologique de Ruffenhofen, qui présente des restes archéologiques du limes de Germanie, classé au Patrimoine mondial de l'UNESCO.